# Tyrrell

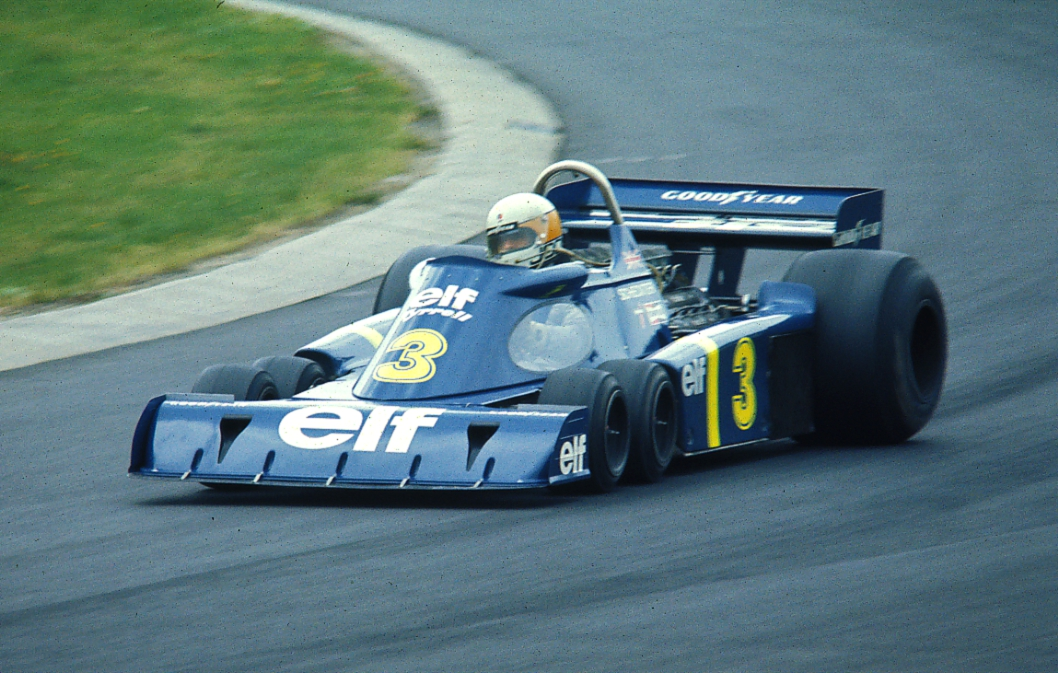
La Tyrrell P34 "sei ruote" nel Campionato 1976 guidata da Jody Scheckter

La Tyrrell è stata una scuderia di Formula 1, fondata da Ken Tyrrell. Vinse 23 Gran Premi e fu campione del mondo costruttori nel 1971, anno in cui il suo pilota Jackie Stewart ottenne anche il titolo piloti. Lo stesso Stewart si ripeté due anni più tardi nel 1973 vincendo un altro titolo piloti. Dopo un lungo declino, alla fine della stagione 1998 la squadra, ormai sull'orlo del fallimento, fu rilevata dalla British American Racing.

## L'arrivo in Formula 1
La Tyrrell debuttò in Formula 1 come team nel 1968 senza costruire direttamente le vetture ma facendo correre telai Matra con motore Ford Cosworth, come altre scuderie sue contemporanee. Con Jackie Stewart al volante, sfiorò la vittoria nel campionato piloti già nel 1968, vincendo tre Gran Premi e vinse poi il titolo l'anno seguente con sei vittorie.
Nel 1970 la Matra decise di costituire una propria squadra e Tyrrell passò ad utilizzare un telaio March in attesa di costruire una propria vettura. Stewart vinse la seconda gara del campionato, ma non fu in grado di difendere adeguatamente il proprio titolo. Tyrrell decise già a inizio anno di affidare il progetto a Derek Gardner (che lavorava a casa sua dando forma ad un modello in legno) e la prima Tyrrell fu presentata nel corso della stagione il 17 agosto. Ebbe così inizio la storia della Tyrrell come costruttore.

## La trasformazione in costruttore e gli anni '70
Nel Campionato 1970, in attesa che fosse disponibile la nuova vettura (preparata in gran segreto in un capanno di legno che diventò il leggendario Tyrrell wooden shed), il team si schierò con delle March, con le quali Jackie Stewart vinse in Spagna. Verso fine stagione, debuttò finalmente la Tyrrell 001, che prese parte alle ultime tre gare della stagione, ed alle prime della stagione successiva.
Nel campionato 1971 la Tyrrell, con la vettura denominata 003, vinse il campionato costruttori e il campionato piloti con Stewart, arrivando poi seconda in entrambi i campionati nel 1972. Con la Tyrrell 006, guidata ancora da Stewart, tornò al successo con il titolo piloti nel 1973.
Nel campionato 1974, in cui venne applicata per la prima volta la numerazione fissa, assegnando ad ogni vettura lo stesso numero di gara per tutta la stagione, alle Tyrrell furono concessi i numeri 3 e 4 in virtù del secondo posto nel campionato costruttori dell'anno precedente: questi numeri avrebbero identificato le Tyrrell fino al 1995, dal momento che la regola di assegnazione dei numeri non fu più ri-applicata fino al 1996, quando alle Tyrrell sarebbero toccati il 18 e il 19 in base alla classifica costruttori del 1995.
Dopo il ritiro di Stewart alla fine del 1973 e la morte dell'altro pilota François Cevert, nelle prove dell'ultimo gran premio della stagione, Tyrrell puntò su due giovani: Jody Scheckter e Patrick Depailler, che nel 1974 ottennero due vittorie. Nel 1976 la Tyrrell, nel tentativo di aumentare la velocità di punta mantenendo la tenuta in curva, presentò la P34 a sei ruote (quattro anteriori direzionali e due posteriori motrici), con carreggiata ridotta e le quattro ruote anteriori da 10 pollici anziché 13, coperte dal musetto per migliorare il Cx. L'esperimento non diede i frutti sperati: la vettura aveva effettivamente una migliore tenuta di strada in curva, grazie alla maggiore impronta complessiva degli pneumatici ma in rettilineo non si avevano grandi vantaggi per via della barriera rappresentata dalle ruote posteriori di dimensioni standard.
All'inizio la vettura sembrò funzionare abbastanza bene, ottenendo la vittoria al Gran Premio di Svezia, che rimarrà l'unica per un'auto a sei ruote, ma nel prosieguo non si dimostrò superiore alla concorrenza. L'anno seguente il nuovo progettista Maurice Philippe, accorso in aiuto alla squadra dopo l'abbandono di Gardner, provò ad allargare le carreggiate e facendo fuoriuscire le piccole ruote dalla carenatura per permettere un adeguato raffreddamento alle gomme, ma vanificando lo scopo iniziale del progetto. Inoltre l'invenzione e l'introduzione delle bandelle laterali da parte della Lotus (le famose "minigonne"), che permettevano lo sfruttamento dell'effetto suolo, aprì una nuova via nella ricerca prestazionale e rese il tentativo tecnicamente obsoleto. In ultimo, l'opposizione della Goodyear a proseguire nello sviluppo delle specifiche gomme anteriori per un solo team portò all'abbandono della vettura.
Attualmente sono vietate auto di Formula 1 che non abbiano quattro ruote, due sterzanti e due motrici, ma all'epoca anche altre squadre provarono la via a sei ruote, tra cui la Lotus che però non portò la vettura in pista. Gli altri tentativi, a differenza della Tyrrell, puntarono sulle quattro ruote posteriori per eliminare le enormi gomme utilizzate allora al retrotreno: la Ferrari nel 1976 provò una 312 T2 con coperture gemellate al posteriore, nel 1977 la March presentò la 2-4-0 con due ruote anteriori sterzanti e quattro posteriori senza differenziale, ma dopo le prime prove la vettura fu convertita in una normale quattro-ruote. Alla fine del 1981 la Williams adattò la FW07 con quattro ruote posteriori più strette che, come sulla March, avevano le stesse dimensioni di quelle anteriori, per ridurre la sezione frontale, ma nessuna di queste partecipò a un Gran Premio. Infine, nel 1983, arrivò il divieto regolamentare a fermare questi esperimenti.

## Gli anni '80

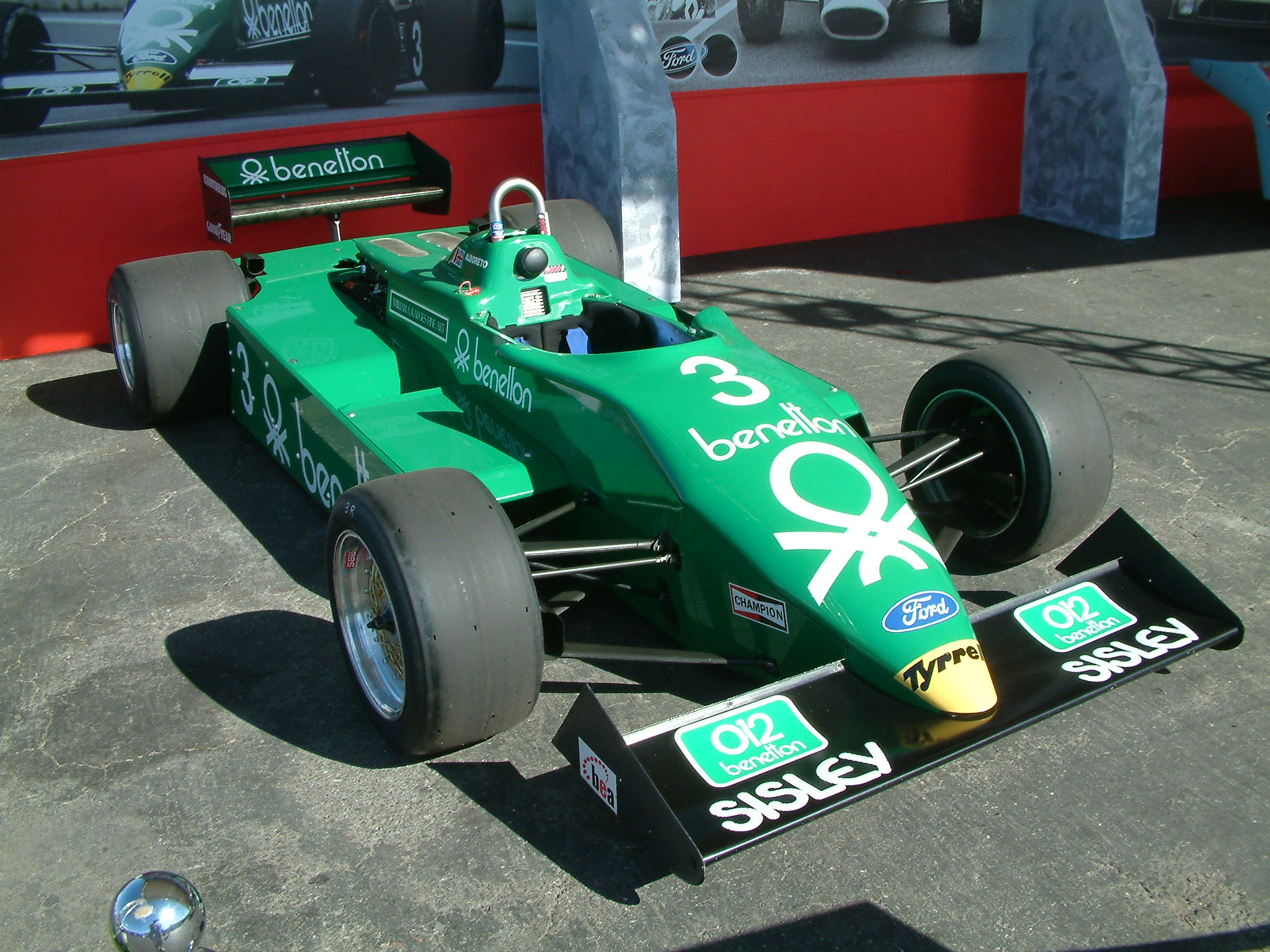
la Tyrrell del 1982-83, guidata da Michele Alboreto

Alla fine degli anni settanta cominciò la crisi del team. Nel 1978 accantonato il progetto a 6 ruote, il tecnico Philippe, che proveniva dalla Lotus, realizzò il modello 008 che con Depailler vinse il Gran Premio di Monaco, e l'anno seguente per realizzare la prima Tyrrell a effetto suolo, copiò pedissequamente la Lotus 79 campione del mondo uscente. Con il passaggio di Depailler alla Ligier, al giovane Didier Pironi, già in forza alla squadra l'anno precedente, fu affiancato Jean-Pierre Jarier.
Nel Campionato 1980, sponsorizzata dalla Candy, la Tyrrell con i piloti Jarier e Derek Daly chiuse al sesto posto della classifica costruttori, con due quarti posti come migliori risultato. La scuderia salì agli onori della cronaca per lo spettacolare incidente di Monaco, quando Daly volò letteralmente in aria, coinvolse altre quattro vetture nell'incidente, tra cui l'altra Tyrrell di un incolpevole Jarier.
Nel Campionato 1981, la prima guida fu Eddie Cheever, mentre come seconda guida furono inizialmente ingaggiati piloti dotati di sponsorizzazioni (la scuderia era stata abbandonata dalla Candy). Alla fine, Michele Alboreto divenne la seconda guida fissa. Cheever portò dieci punti e un quarto posto come miglior risultato alla scuderia che chiuse al decimo posto nella classifica costruttori.
Il Campionato 1982 fu molto equilibrato, con undici vincitori diversi nei sedici Gran Premi disputati e anche la Tyrrell ottenne una vittoria all'ultimo GP sul tortuoso circuito di Las Vegas, a opera del talento emergente di Alboreto, chiudendo così il campionato al sesto posto della classifica costruttori.
I risultati di Alboreto spinsero l'azienda tessile italiana Benetton ad appoggiare la squadra per il 1983 , ma l'occasione non fu sfruttata: si adattò la vecchia monoposto alle nuove regole e non si trovò un accordo per la fornitura di un motore turbo; solo nel finale di stagione arrivò la nuova vettura, che copiava la forma a freccia della Brabham BT52 ed un alettone posteriore a freccia rovesciata, per aumentare la superficie alare, che non fu mai utilizzato in gara. Con la vecchia vettura Alboreto ottenene l'ultima vittoria per la Tyrrell sul circuito cittadino di Detroit, dove, grazie al percorso tortuoso, era meno evidente il vantaggio delle vetture con motore sovralimentato. Le clamorose vittorie di Alboreto destarono su di lui l'attenzione di Enzo Ferrari che, rompendo una lunga tradizione di avversione verso i piloti italiani, decise di ingaggiarlo per la stagione successiva. Ciò portò alla perdita di interesse della Benetton per la Tyrrell e il passaggio dell'azienda italiana a sponsorizzare l'Alfa Romeo.
Nel Campionato 1984, mentre tutte le squadre si avviavano a passare ai motori sovralimentati, Tyrrell continuò ad utilizzare il Ford Cosworth, ma per recuperare competitività le sue vetture correvano al di sotto del peso minimo regolamentare. Per far rientrare la vettura nei limiti, verso fine gara, fingendo di effettuare un rabbocco di acqua per un ipotetico raffreddamento dei freni, venivano caricate palline di piombo in un apposito serbatoio. La Tyrrell, scoperta a Detroit (furono trovate pure tracce di additivi), venne squalificata dal mondiale e vennero annullati tutti i piazzamenti ottenuti durante la stagione. I migliori piazzamenti erano stati il terzo posto di Stefan Bellof a Monte Carlo e il secondo di Martin Brundle a Detroit, dove proprio venne scoperto il trucco. In seguito ad un infortunio, a metà stagione Brundle venne sostituito da Stefan Johansson.
Rientrata in F1, l'anno dopo non riuscì a vincere altre gare, anche a causa della difficoltà nel reperire sponsor. A metà stagione 1985 finalmente anche Tyrrell passò al turbo, con il motore Renault. I piloti erano Martin Brundle e Stefan Bellof: il tedesco rientrò e sostituì Stefan Johansson, passato alla Ferrari dopo la prima gara, ma morì durante una gara sport al volante di una Porsche 956. Al suo posto vennero chiamati Ivan Capelli e Philippe Streiff. La scuderia chiuse il campionato costruttori al nono posto con il quarto posto di Capelli nell'ultima gara di Campionato come miglior risultato.
Nella stagione 1986 Martin Brundle rimase alla Tyrrell, affiancato da Philippe Streiff, gradito alla Renault (che aveva chiuso la sua scuderia). La squadra risalì al settimo posto della classifica costruttori con un quarto e quinto posto nella gara finale come miglior prestazione.
Nello stesso anno, a seguito dell'incidente mortale a Elio De Angelis, la Federazione per ridurre le prestazioni, varò un percorso che in capo a tre anni avrebbe portato alla scomparsa dei motori turbo, riammettendo dal 1987 i motori aspirati. Nei Campionati 1987 e 1988 i motori sovralimentati vennero quindi progressivamente limitati per quanto riguarda la pressione di sovralimentazione e ai motorizzati con propulsori aspirati furono riservati due appositi trofei: il Trofeo Colin Chapman per i costruttori e il Trofeo Jim Clark per i piloti.
Tyrrell fu tra i primi a tornare all'aspirato, di nuovo con il Ford Cosworth, ma con la nuova cilindrata regolamentare di 3500 cc. e vinse nel 1987 i due trofei riservati ai motori aspirati, di cui quello per i piloti con Jonathan Palmer. Nella classifica costruttori assoluta, il team chiuse al sesto posto.
Nonostante questa affermazione, la squadra navigava nelle retrovie e già l'anno seguente, con più concorrenti dotati di motori aspirati di nuova generazione, non riuscì a confermare le vittorie dei trofei. Il team con Jonathan Palmer e Julian Bailey piloti ottenne solo cinque punti e chiuse all'ottavo posto.

## L'ultimo decennio del team

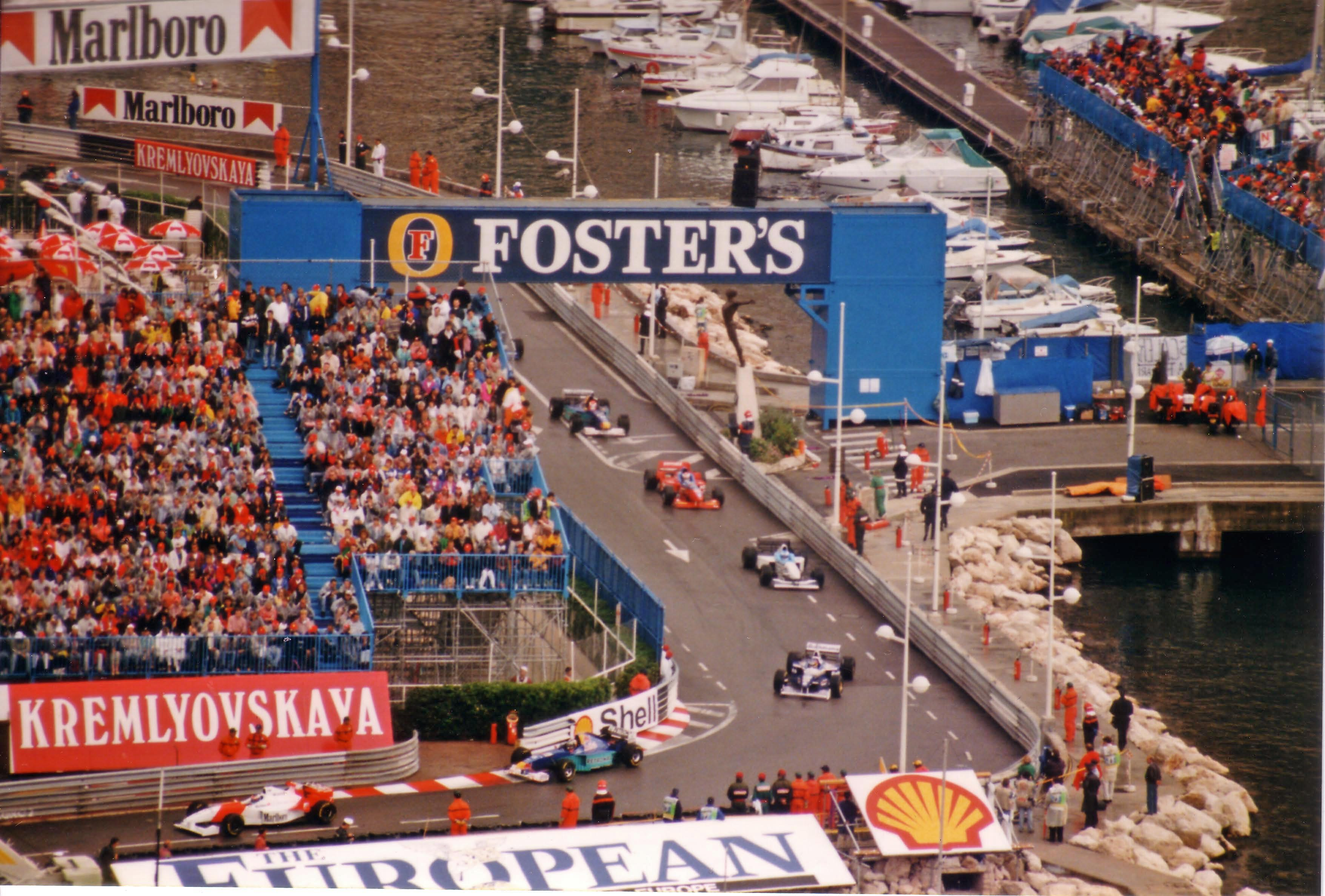
Mika Salo con la Tyrrell (quarta vettura) al GP di Monaco del 1996

Nel campionato 1989 la direzione tecnica venne affidata all'ex ferrarista Harvey Postlethwaite, che introdusse soluzioni tecniche originali, come il mono-ammortizzatore anteriore e, nel 1990, il musetto rialzato con l'alettone anteriore ad "ala di gabbiano". Piloti erano il confermato Palmer e Michele Alboreto, che, lasciata la Ferrari, tornava alla casa che lo aveva lanciato. Fu un ottimo anno: il team chiuse al quinto posto con 16 punti iridati, e con un terzo posto di Alboreto in Messico come miglior risultato. Alboreto però non chiuse la stagione alla Tyrrell: da metà stagione, non smentendo la fama di talent-scout (ma anche per motivi di sponsorizzazione), Tyrrell puntò nella seconda metà di stagione sul giovane Jean Alesi che giunse quarto al suo primo gran premio.
Nel campionato 1990, ad Alesi fu affiancato il giapponese Satoru Nakajima (con la promessa di avere nel 1991 i motori Honda) e Alesi nel primo GP del campionato, a Phoenix, riuscì addirittura a lottare, per metà gara, con Ayrton Senna per la prima posizione, finendo poi secondo: fu l'ultima apparizione di una Tyrrell al comando di un Gran Premio. Seguì un altro secondo posto a Monte Carlo. La scuderia replicò così i risultati dell'anno prima, chiudendo nuovamente quinta con 16 punti, ma con due podi all'attivo.
Nel campionato 1991 la Tyrrell, con la partenza di Postlethwaite e Alesi e nonostante l'arrivo dei motori Honda V10, non riuscì a confermare i risultati, e si dovette accontentare di un sesto posto in classifica costruttori. Il nuovo pilota di punta Stefano Modena, arrivò secondo in Canada e partì in prima fila a Monaco.
Il "matrimonio" con la Honda non durò, così come quello con Stefano Modena, che con qualche imbarazzo confessò a Tyrrell di voler passare alla Jordan, Tyrrell lo lasciò libero ma lo ammonì che il suo passaggio con Eddie Jordan sarebbe stato il più grande errore della sua vita da pilota, Modena a distanza di anni ammise che Tyrrell aveva avuto ragione. Nel campionato 1992 i piloti furono Olivier Grouillard e Andrea De Cesaris, e la scuderia adottò il motore Ilmor, confermando il sesto posto finale con pochi piazzamenti a punti.
Per il campionato 1993, la scuderia ottenne i motori Yamaha V10, con Ukyo Katayama al posto di Grouillard: vettura e motore erano un disastro e non arrivò nemmeno un punto iridato.
Un discreto miglioramento si ebbe nel campionato 1994, con il ritorno di Postlethwaite e l'ingaggio di Mark Blundell al posto di De Cesaris: il team andò a punti ben 6 volte e in Spagna Blundell si piazzò terzo, conquistando l'ultimo podio nella storia del team; la stagione terminò col settimo posto in classifica costruttori, con un bottino di 13 punti.
Ormai tuttavia il team era in declino, e nel campionato 1995-1996, sempre con motori Yamaha, solo Mika Salo (giunto al posto di Blundell) tenne alta la bandiera della scuderia inglese raccogliendo in tutti 10 punti (5 per ogni stagione), consentendo al team di chiudere al nono posto nel 1995 e all'ottavo l'anno dopo.
Nel campionato 1997 la Tyrrell ebbe a disposizione dei poco competitivi motori Ford "clienti" e Salo e Jos Verstappen come piloti. A Monte Carlo arrivò il miglior risultato stagionale, sempre grazie al finlandese che giunse quinto, centrando anche l'ultimo piazzamento a punti nella storia del team.
I problemi economici del team portarono Tyrrell a vendere il titolo sportivo, nel 1998, alla British American Tobacco, che dalla stagione successiva avrebbe schierato una nuova squadra, denominata BAR. Per il campionato 1998, la Tyrrell continuò quindi a correre con il suo nome originario, ma di fatto era già controllata dai nuovi acquirenti e avrebbe affrontato un anno di transizione in vista del debutto della nuova scuderia. Come piloti vennero assunti Toranosuke Takagi, già collaudatore l'anno precedente e gradito agli investitori giapponesi, e Ricardo Rosset, munito di una ricca dote di sponsor e preferito a Verstappen, che aveva invece i favori di Ken Tyrrell. L'annata si concluse senza alcun risultato utile e pose fine alla storia del team nella massima formula.

## Risultati in Formula 1
| Anno | Vettura   | Motore                    | Gomme | Piloti |  |  |  |  |  |     |  |  |  |  |  |  |  |  |  |  |  | Punti | Pos. |
| ---- | --------- | ------------------------- | ----- | ------ |  |  |  |  |  | --- |  |  |  |  |  |  |  |  |  |  |  | ----- | ---- |
| 1966 | Matra MS5 | Ford Cosworth SCA BRM P80 | D     | Ickx   |  |  |  |  |  | Rit |  |  |  |  |  |  |  |  |  |  |  | -     |      |
| 1966 | Matra MS5 | Ford Cosworth SCA BRM P80 | D     | Hahne  |  |  |  |  |  | 9   |  |  |  |  |  |  |  |  |  |  |  | -     |      |

| Anno | Vettura   | Motore            | Gomme | Piloti |  |  |  |  |  |  |     |  |  |  |  |  |  |  |  |  |  | Punti | Pos. |
| ---- | --------- | ----------------- | ----- | ------ |  |  |  |  |  |  | --- |  |  |  |  |  |  |  |  |  |  | ----- | ---- |
| 1967 | Matra MS5 | Ford Cosworth FVA | D     | Ickx   |  |  |  |  |  |  | Rit |  |  |  |  |  |  |  |  |  |  | -     |      |

| Anno | Vettura              | Motore            | Gomme | Piloti       |     |   |     |   |   |   |   |   |     |     |   |     |  |  |  |  |  | Punti | Pos. |
| ---- | -------------------- | ----------------- | ----- | ------------ | --- | - | --- | - | - | - | - | - | --- | --- | - | --- |  |  |  |  |  | ----- | ---- |
| 1968 | Matra MS9 Matra MS10 | Ford Cosworth DFV | D     | Stewart      | Rit |   |     | 4 | 1 | 3 | 6 | 1 | Rit | 6   | 1 | 7   |  |  |  |  |  | -     |      |
| 1968 | Matra MS9 Matra MS10 | Ford Cosworth DFV | D     | Beltoise     |     | 5 |     |   |   |   |   |   |     |     |   |     |  |  |  |  |  | -     |      |
| 1968 | Matra MS9 Matra MS10 | Ford Cosworth DFV | D     | Servoz-Gavin |     |   | Rit |   |   |   |   |   | 2   | Rit |   | Rit |  |  |  |  |  | -     |      |

| Anno | Vettura                                    | Motore                              | Gomme | Piloti       |   |   |     |   |   |   |     |   |     |     |   |  |  |  |  |  |  | Punti | Pos. |
| ---- | ------------------------------------------ | ----------------------------------- | ----- | ------------ | - | - | --- | - | - | - | --- | - | --- | --- | - |  |  |  |  |  |  | ----- | ---- |
| 1969 | Matra MS10 Matra MS80 Matra MS84 Matra MS7 | Ford Cosworth DFV Ford Cosworth FVA | D     | Stewart      | 1 | 1 | Rit | 1 | 1 | 1 | 2   | 1 | Rit | Rit | 4 |  |  |  |  |  |  | -     |      |
| 1969 | Matra MS10 Matra MS80 Matra MS84 Matra MS7 | Ford Cosworth DFV Ford Cosworth FVA | D     | Beltoise     | 6 | 3 | Rit | 8 | 2 | 9 | 12  | 3 | 4   | Rit | 5 |  |  |  |  |  |  | -     |      |
| 1969 | Matra MS10 Matra MS80 Matra MS84 Matra MS7 | Ford Cosworth DFV Ford Cosworth FVA | D     | Servoz-Gavin |   |   |     |   |   |   | Rit |   | 6   | NC  | 8 |  |  |  |  |  |  | -     |      |

| Anno | Vettura       | Motore            | Gomme | Piloti       |     |   |     |     |     |    |     |     |     |   |     |     |     |  |  |  |  | Punti | Pos. |
| ---- | ------------- | ----------------- | ----- | ------------ | --- | - | --- | --- | --- | -- | --- | --- | --- | - | --- | --- | --- |  |  |  |  | ----- | ---- |
| 1970 | March 701 001 | Ford Cosworth DFV | D     | Stewart      | 3   | 1 | Rit | Rit | 2   | 9  | Rit | Rit | Rit | 2 | Rit | Rit | Rit |  |  |  |  | - 0   | NC   |
| 1970 | March 701 001 | Ford Cosworth DFV | D     | Cevert       |     |   |     |     | Rit | 11 | 7   | 7   | Rit | 6 | 9   | Rit | Rit |  |  |  |  | - 0   | NC   |
| 1970 | March 701 001 | Ford Cosworth DFV | D     | Servoz-Gavin | Rit | 5 | NPQ |     |     |    |     |     |     |   |     |     |     |  |  |  |  | - 0   | NC   |

| Anno | Vettura     | Motore            | Gomme | Piloti  |     |   |     |     |   |    |   |     |     |   |     |  |  |  |  |  |  | Punti | Pos. |
| ---- | ----------- | ----------------- | ----- | ------- | --- | - | --- | --- | - | -- | - | --- | --- | - | --- |  |  |  |  |  |  | ----- | ---- |
| 1971 | 001 002 003 | Ford Cosworth DFV | G     | Stewart | 2   | 1 | 1   | 11  | 1 | 1  | 1 | Rit | Rit | 1 | 5   |  |  |  |  |  |  | 73    | 1º   |
| 1971 | 001 002 003 | Ford Cosworth DFV | G     | Cevert  | Rit | 7 | Rit | Rit | 2 | 10 | 2 | Rit | 3   | 6 | 1   |  |  |  |  |  |  | 73    | 1º   |
| 1971 | 001 002 003 | Ford Cosworth DFV | G     | Revson  |     |   |     |     |   |    |   |     |     |   | Rit |  |  |  |  |  |  | 73    | 1º   |

| Anno | Vettura         | Motore            | Gomme | Piloti    |     |     |     |    |   |    |     |    |   |     |     |   |  |  |  |  |  | Punti | Pos. |
| ---- | --------------- | ----------------- | ----- | --------- | --- | --- | --- | -- | - | -- | --- | -- | - | --- | --- | - |  |  |  |  |  | ----- | ---- |
| 1972 | 002 003 004 005 | Ford Cosworth DFV | G     | Stewart   | 1   | Rit | Rit | 4  |   | 1  | 2   | 11 | 7 | Rit | 1   | 1 |  |  |  |  |  | 51    | 2º   |
| 1972 | 002 003 004 005 | Ford Cosworth DFV | G     | Cevert    | Rit | 9   | Rit | NC | 2 | 4  | Rit | 10 | 9 | Rit | Rit | 2 |  |  |  |  |  | 51    | 2º   |
| 1972 | 002 003 004 005 | Ford Cosworth DFV | G     | Depailler |     |     |     |    |   | NC |     |    |   |     |     | 7 |  |  |  |  |  | 51    | 2º   |

| Anno | Vettura | Motore            | Gomme | Piloti  |   |    |    |     |   |   |   |   |    |   |   |     |   |     |    |  |  | Punti   | Pos. |
| ---- | ------- | ----------------- | ----- | ------- | - | -- | -- | --- | - | - | - | - | -- | - | - | --- | - | --- | -- |  |  | ------- | ---- |
| 1973 | 005 006 | Ford Cosworth DFV | G     | Stewart | 3 | 2  | 1  | Rit | 1 | 1 | 5 | 4 | 10 | 1 | 1 | 2   | 4 | 5   | WD |  |  | 82 (86) | 2º   |
| 1973 | 005 006 | Ford Cosworth DFV | G     | Cevert  | 2 | 10 | NC | 2   | 2 | 4 | 3 | 2 | 5  | 2 | 2 | Rit | 5 | Rit | NP |  |  | 82 (86) | 2º   |
| 1973 | 005 006 | Ford Cosworth DFV | G     | Amon    |   |    |    |     |   |   |   |   |    |   |   |     |   | 10  | WD |  |  | 82 (86) | 2º   |

| Anno | Vettura     | Motore            | Gomme | Piloti    |     |    |   |   |     |   |   |   |   |     |     |     |    |     |     |  |  | Punti | Pos. |
| ---- | ----------- | ----------------- | ----- | --------- | --- | -- | - | - | --- | - | - | - | - | --- | --- | --- | -- | --- | --- |  |  | ----- | ---- |
| 1974 | 005 006 007 | Ford Cosworth DFV | G     | Scheckter | Rit | 13 | 8 | 5 | 3   | 2 | 1 | 5 | 4 | 1   | 2   | Rit | 3  | Rit | Rit |  |  | 52    | 3º   |
| 1974 | 005 006 007 | Ford Cosworth DFV | G     | Depailler | 6   | 8  | 4 | 8 | Rit | 9 | 2 | 6 | 8 | Rit | Rit | Rit | 11 | 5   | 6   |  |  | 52    | 3º   |

| Anno | Vettura | Motore            | Gomme | Piloti    |    |     |   |     |   |   |    |    |    |   |     |    |   |     |  |  |  | Punti | Pos. |
| ---- | ------- | ----------------- | ----- | --------- | -- | --- | - | --- | - | - | -- | -- | -- | - | --- | -- | - | --- |  |  |  | ----- | ---- |
| 1975 | 007     | Ford Cosworth DFV | G     | Scheckter | 11 | Rit | 1 | Rit | 7 | 2 | 7  | 16 | 9  | 3 | Rit | 8  | 8 | 6   |  |  |  | 25    | 5º   |
| 1975 | 007     | Ford Cosworth DFV | G     | Depailler | 5  | Rit | 3 | Rit | 5 | 4 | 12 | 9  | 6  | 9 | 9   | 11 | 7 | Rit |  |  |  | 25    | 5º   |
| 1975 | 007     | Ford Cosworth DFV | G     | Jabouille |    |     |   |     |   |   |    |    | 12 |   |     |    |   |     |  |  |  | 25    | 5º   |
| 1975 | 007     | Ford Cosworth DFV | G     | Leclère   |    |     |   |     |   |   |    |    |    |   |     |    |   | Rit |  |  |  | 25    | 5º   |

| Anno | Vettura | Motore            | Gomme | Piloti    |   |   |     |     |     |   |   |   |     |     |     |   |   |   |     |     |  | Punti | Pos. |
| ---- | ------- | ----------------- | ----- | --------- | - | - | --- | --- | --- | - | - | - | --- | --- | --- | - | - | - | --- | --- |  | ----- | ---- |
| 1976 | P34 007 | Ford Cosworth DFV | G     | Scheckter | 5 | 4 | Rit | Rit | 4   | 2 | 1 | 6 | 2   | 2   | Rit | 5 | 5 | 4 | 2   | Rit |  | 53    | 3º   |
| 1976 | P34 007 | Ford Cosworth DFV | G     | Depailler | 2 | 9 | 3   | Rit | Rit | 3 | 2 | 2 | Rit | Rit | Rit | 7 | 6 | 2 | Rit | 2   |  | 53    | 3º   |

| Anno | Vettura | Motore            | Gomme | Piloti    |     |     |     |     |     |     |   |     |     |     |     |    |     |     |    |     |     | Punti | Pos. |
| ---- | ------- | ----------------- | ----- | --------- | --- | --- | --- | --- | --- | --- | - | --- | --- | --- | --- | -- | --- | --- | -- | --- | --- | ----- | ---- |
| 1977 | P34     | Ford Cosworth DFV | G     | Peterson  | Rit | Rit | Rit | Rit | 8   | Rit | 3 | Rit | 12  | Rit | 9   | 5  | Rit | 6   | 16 | Rit | Rit | 27    | 6º   |
| 1977 | P34     | Ford Cosworth DFV | G     | Depailler | Rit | Rit | 3   | 4   | Rit | Rit | 8 | 4   | Rit | Rit | Rit | 13 | Rit | Rit | 14 | 2   | 3   | 27    | 6º   |

| Anno | Vettura | Motore            | Gomme | Piloti    |    |     |   |     |   |     |     |     |     |     |     |     |     |     |     |   |  | Punti | Pos. |
| ---- | ------- | ----------------- | ----- | --------- | -- | --- | - | --- | - | --- | --- | --- | --- | --- | --- | --- | --- | --- | --- | - |  | ----- | ---- |
| 1978 | 008     | Ford Cosworth DFV | G     | Pironi    | 14 | 6   | 6 | Rit | 5 | 6   | 12  | Rit | 10  | Rit | 5   | Rit | Rit | Rit | 10  | 7 |  | 38    | 4º   |
| 1978 | 008     | Ford Cosworth DFV | G     | Depailler | 3  | Rit | 2 | 3   | 1 | Rit | Rit | Rit | Rit | 4   | Rit | 2   | Rit | 11  | Rit | 5 |  | 38    | 4º   |

| Anno | Vettura | Motore            | Gomme | Piloti |     |     |     |    |   |    |     |     |    |   |   |     |    |     |     |  |  | Punti | Pos. |
| ---- | ------- | ----------------- | ----- | ------ | --- | --- | --- | -- | - | -- | --- | --- | -- | - | - | --- | -- | --- | --- |  |  | ----- | ---- |
| 1979 | 009     | Ford Cosworth DFV | G     | Pironi | Rit | 4   | Rit | SQ | 6 | 3  | Rit | Rit | 10 | 9 | 7 | Rit | 10 | 5   | 3   |  |  | 28    | 5º   |
| 1979 | 009     | Ford Cosworth DFV | G     | Jarier | Rit | Rit | 3   | 6  | 5 | 11 | Rit | 5   | 3  |   |   | Rit | 6  | Rit | Rit |  |  | 28    | 5º   |
| 1979 | 009     | Ford Cosworth DFV | G     | Lees   |     |     |     |    |   |    |     |     |    | 7 |   |     |    |     |     |  |  | 28    | 5º   |
| 1979 | 009     | Ford Cosworth DFV | G     | Daly   |     |     |     |    |   |    |     |     |    |   | 8 |     |    | Rit | Rit |  |  | 28    | 5º   |

| Anno | Vettura | Motore              | Gomme | Piloti    |     |    |     |     |   |     |    |   |    |     |     |     |     |     |  |  |  | Punti | Pos. |
| ---- | ------- | ------------------- | ----- | --------- | --- | -- | --- | --- | - | --- | -- | - | -- | --- | --- | --- | --- | --- |  |  |  | ----- | ---- |
| 1980 | 009 010 | Cosworth DFV V8 3.0 | G     | Jarier    | Rit | 12 | 7   | Rit | 5 | Rit | 14 | 5 | 15 | Rit | 5   | 13  | 7   | NC  |  |  |  | 12    | 6º   |
| 1980 | 009 010 | Cosworth DFV V8 3.0 | G     | Daly      | 4   | 14 | Rit | 8   | 9 | Rit | 11 | 4 | 10 | Rit | Rit | Rit | Rit | Rit |  |  |  | 12    | 6º   |
| 1980 | 009 010 | Cosworth DFV V8 3.0 | G     | Thackwell |     |    |     |     |   |     |    |   |    |     |     |     | Rit | NQ  |  |  |  | 12    | 6º   |

| Anno | Vettura | Motore              | Gomme | Piloti   |    |    |     |     |    |     |    |    |     |    |     |     |     |    |     |  |  | Punti | Pos. |
| ---- | ------- | ------------------- | ----- | -------- | -- | -- | --- | --- | -- | --- | -- | -- | --- | -- | --- | --- | --- | -- | --- |  |  | ----- | ---- |
| 1981 | 010 011 | Cosworth DFV V8 3.0 | M e A | Cheever  | 5  | NC | Rit | Rit | 6  | 5   | NC | 13 | 4   | 5  | NQ  | Rit | Rit | 12 | Rit |  |  | 10    | 10º  |
| 1981 | 010 011 | Cosworth DFV V8 3.0 | M e A | Cogan    | NQ |    |     |     |    |     |    |    |     |    |     |     |     |    |     |  |  | 10    | 10º  |
| 1981 | 010 011 | Cosworth DFV V8 3.0 | M e A | Zunino   |    | 13 | 13  |     |    |     |    |    |     |    |     |     |     |    |     |  |  | 10    | 10º  |
| 1981 | 010 011 | Cosworth DFV V8 3.0 | M e A | Alboreto |    |    |     | Rit | 12 | Rit | NQ | 16 | Rit | NQ | Rit | 9   | Rit | 11 | 13  |  |  | 10    | 10º  |

| Anno | Vettura | Motore              | Gomme | Piloti   |    |   |    |     |     |    |     |     |     |     |    |   |     |    |     |   |  | Punti | Pos. |
| ---- | ------- | ------------------- | ----- | -------- | -- | - | -- | --- | --- | -- | --- | --- | --- | --- | -- | - | --- | -- | --- | - |  | ----- | ---- |
| 1982 | 011     | Cosworth DFV V8 3.0 | G     | Alboreto | 7  | 4 | 4  | 3   | Rit | 10 | Rit | Rit | 7   | Rit | 6  | 4 | Rit | 7  | 5   | 1 |  | 25    | 7º   |
| 1982 | 011     | Cosworth DFV V8 3.0 | G     | Borgudd  | 16 | 7 | 10 |     |     |    |     |     |     |     |    |   |     |    |     |   |  | 25    | 7º   |
| 1982 | 011     | Cosworth DFV V8 3.0 | G     | Henton   |    |   |    | Rit | Rit | 8  | 9   | NC  | Rit | 8   | 10 | 7 | Rit | 11 | Rit | 8 |  | 25    | 7º   |

| Anno | Vettura | Motore            | Gomme | Piloti   |     |   |     |     |     |    |     |    |    |     |     |     |     |     |     |  |  | Punti | Pos. |
| ---- | ------- | ----------------- | ----- | -------- | --- | - | --- | --- | --- | -- | --- | -- | -- | --- | --- | --- | --- | --- | --- |  |  | ----- | ---- |
| 1983 | 011 012 | Ford Cosworth DFV | G     | Alboreto | Rit | 9 | 8   | Rit | Rit | 14 | 1   | 8  | 13 | Rit | Rit | 6   | Rit | Rit | Rit |  |  | 12    | 7º   |
| 1983 | 011 012 | Ford Cosworth DFV | G     | Sullivan | 11  | 8 | Rit | Rit | 5   | 12 | Rit | SQ | 14 | 12  | Rit | Rit | Rit | Rit | 7   |  |  | 12    | 7º   |

| Anno | Vettura | Motore            | Gomme | Piloti    |    |     |    |    |    |    |     |    |     |    |    |    |    |  |  |  |  | Punti    | Pos. |
| ---- | ------- | ----------------- | ----- | --------- | -- | --- | -- | -- | -- | -- | --- | -- | --- | -- | -- | -- | -- |  |  |  |  | -------- | ---- |
| 1984 | 012     | Ford Cosworth DFY | G     | Brundle   | SQ | Rit | SQ | SQ | SQ | NQ | SQ  | SQ | NQ  |    |    |    |    |  |  |  |  | 0‡ (13)‡ | SQ   |
| 1984 | 012     | Ford Cosworth DFY | G     | Bellof    | SQ | NQ  | SQ | SQ | SQ | SQ | SQ  | SQ | Rit | SQ |    | SQ | SQ |  |  |  |  | 0‡ (13)‡ | SQ   |
| 1984 | 012     | Ford Cosworth DFY | G     | Johansson |    |     |    |    |    |    |     |    |     | SQ | SQ | NQ | SQ |  |  |  |  | 0‡ (13)‡ | SQ   |
| 1984 | 012     | Ford Cosworth DFY | G     | Thackwell |    |     |    |    |    |    | Rit |    |     |    | NQ |    |    |  |  |  |  | 0‡ (13)‡ | SQ   |

| Anno | Vettura | Motore                                      | Gomme | Piloti    |   |     |     |    |    |     |     |    |    |    |     |   |    |     |     |     |  | Punti | Pos. |
| ---- | ------- | ------------------------------------------- | ----- | --------- | - | --- | --- | -- | -- | --- | --- | -- | -- | -- | --- | - | -- | --- | --- | --- |  | ----- | ---- |
| 1985 | 012 014 | Ford Cosworth DFY Renault EF4B Renault EF15 | G     | Brundle   | 8 | Rit | 9   | 10 | 12 | Rit | Rit | 7  | 10 | NQ | 7   | 8 | 13 | Rit | 7   | Rit |  | 7     | 9º   |
| 1985 | 012 014 | Ford Cosworth DFY Renault EF4B Renault EF15 | G     | Johansson | 7 |     |     |    |    |     |     |    |    |    |     |   |    |     |     |     |  | 7     | 9º   |
| 1985 | 012 014 | Ford Cosworth DFY Renault EF4B Renault EF15 | G     | Bellof    |   | 6   | Rit | NQ | 11 | 4   | 13  | 11 | 8  | 7  | Rit |   |    |     |     |     |  | 7     | 9º   |
| 1985 | 012 014 | Ford Cosworth DFY Renault EF4B Renault EF15 | G     | Capelli   |   |     |     |    |    |     |     |    |    |    |     |   |    | Rit |     | 4   |  | 7     | 9º   |
| 1985 | 012 014 | Ford Cosworth DFY Renault EF4B Renault EF15 | G     | Streiff   |   |     |     |    |    |     |     |    |    |    |     |   |    |     | Rit |     |  | 7     | 9º   |

| Anno | Vettura | Motore                    | Gomme | Piloti  |   |     |     |     |     |    |     |     |   |     |   |     |    |     |     |   |  | Punti | Pos. |
| ---- | ------- | ------------------------- | ----- | ------- | - | --- | --- | --- | --- | -- | --- | --- | - | --- | - | --- | -- | --- | --- | - |  | ----- | ---- |
| 1986 | 014 015 | Renault EF4B Renault EF15 | G     | Brundle | 5 | Rit | 8   | Rit | Rit | 9  | Rit | 10  | 5 | Rit | 6 | Rit | 10 | Rit | 11  | 4 |  | 11    | 7º   |
| 1986 | 014 015 | Renault EF4B Renault EF15 | G     | Streiff | 7 | Rit | Rit | 11  | 12  | 11 | 9   | Rit | 6 | Rit | 8 | Rit | 9  | Rit | Rit | 5 |  | 11    | 7º   |

| Anno | Vettura | Motore                   | Gomme | Piloti  |    |     |     |     |     |   |     |   |   |     |    |    |     |   |    |     |  | Punti | Pos. |
| ---- | ------- | ------------------------ | ----- | ------- | -- | --- | --- | --- | --- | - | --- | - | - | --- | -- | -- | --- | - | -- | --- |  | ----- | ---- |
| 1987 | DG/016  | Ford Cosworth DFV 3.5 V8 | G     | Palmer  | 10 | Rit | Rit | 5   | 11  | 7 | 8   | 5 | 7 | 14  | 14 | 10 | Rit | 7 | 8  | 4   |  | 11    | 6º   |
| 1987 | DG/016  | Ford Cosworth DFV 3.5 V8 | G     | Streiff | 11 | 8   | 9   | Rit | Rit | 6 | Rit | 4 | 9 | Rit | 12 | 12 | 7   | 8 | 12 | Rit |  | 11    | 6º   |

| Anno | Vettura | Motore              | Gomme | Piloti |     |     |    |    |     |   |     |     |    |     |    |    |     |     |    |     |  | Punti | Pos. |
| ---- | ------- | ------------------- | ----- | ------ | --- | --- | -- | -- | --- | - | --- | --- | -- | --- | -- | -- | --- | --- | -- | --- |  | ----- | ---- |
| 1988 | 017     | Cosworth DFZ V8 3.5 | G     | Palmer | Rit | 14  | 5  | NQ | 6   | 5 | Rit | Rit | 11 | Rit | 12 | NQ | Rit | Rit | 12 | Rit |  | 5     | 8º   |
| 1988 | 017     | Cosworth DFZ V8 3.5 | G     | Bailey | NQ  | Rit | NQ | NQ | Rit | 9 | NQ  | 16  | NQ | NQ  | NQ | 12 | NQ  | NQ  | 14 | NQ  |  | 5     | 8º   |

| Anno | Vettura  | Motore          | Gomme | Piloti   |    |    |   |     |     |     |    |     |     |    |     |     |    |    |     |     |  | Punti | Pos. |
| ---- | -------- | --------------- | ----- | -------- | -- | -- | - | --- | --- | --- | -- | --- | --- | -- | --- | --- | -- | -- | --- | --- |  | ----- | ---- |
| 1989 | 017B 018 | Ford DFR 3.5 V8 | G     | Palmer   | 7  | 6  | 9 | Rit | 9   | Rit | 10 | Rit | Rit | 13 | 14  | Rit | 6  | 10 | Rit | NQ  |  | 16    | 5º   |
| 1989 | 017B 018 | Ford DFR 3.5 V8 | G     | Alboreto | 10 | NQ | 5 | 3   | Rit | Rit |    |     |     |    |     |     |    |    |     |     |  | 16    | 5º   |
| 1989 | 017B 018 | Ford DFR 3.5 V8 | G     | Alesi    |    |    |   |     |     |     | 4  | Rit | 10  | 9  |     | 5   |    | 4  | Rit | Rit |  | 16    | 5º   |
| 1989 | 017B 018 | Ford DFR 3.5 V8 | G     | Herbert  |    |    |   |     |     |     |    |     |     |    | Rit |     | NQ |    |     |     |  | 16    | 5º   |

| Anno | Vettura | Motore          | Gomme | Piloti   |   |   |     |     |     |     |     |     |     |     |     |     |    |     |    |     |  | Punti | Pos. |
| ---- | ------- | --------------- | ----- | -------- | - | - | --- | --- | --- | --- | --- | --- | --- | --- | --- | --- | -- | --- | -- | --- |  | ----- | ---- |
| 1990 | 019     | Ford DFR 3.5 V8 | P     | Nakajima | 6 | 8 | Rit | Rit | 11  | Rit | Rit | Rit | Rit | Rit | Rit | 6   | NP | Rit | 6  | Rit |  | 16    | 5º   |
| 1990 | 019     | Ford DFR 3.5 V8 | P     | Alesi    | 2 | 7 | 6   | 2   | Rit | 7   | Rit | 8   | 11  | Rit | 8   | Rit | 8  | Rit | NP | 8   |  | 16    | 5º   |

| Anno | Vettura | Motore               | Gomme | Piloti   |   |     |     |     |    |    |     |   |     |    |     |     |     |    |     |     |  | Punti | Pos. |
| ---- | ------- | -------------------- | ----- | -------- | - | --- | --- | --- | -- | -- | --- | - | --- | -- | --- | --- | --- | -- | --- | --- |  | ----- | ---- |
| 1991 | 020     | Honda RA121E 3.5 V12 | P     | Nakajima | 5 | Rit | Rit | Rit | 10 | 12 | Rit | 8 | Rit | 15 | Rit | Rit | 13  | 17 | Rit | Rit |  | 12    | 6º   |
| 1991 | 020     | Honda RA121E 3.5 V12 | P     | Modena   | 4 | Rit | Rit | Rit | 2  | 11 | Rit | 7 | 13  | 12 | Rit | Rit | Rit | 16 | 6   | 10  |  | 12    | 6º   |

| Anno | Vettura | Motore              | Gomme | Piloti     |     |     |     |     |    |     |    |     |     |     |     |     |     |     |     |     |  | Punti | Pos. |
| ---- | ------- | ------------------- | ----- | ---------- | --- | --- | --- | --- | -- | --- | -- | --- | --- | --- | --- | --- | --- | --- | --- | --- |  | ----- | ---- |
| 1992 | 020B    | Ilmor 2175A 3.5 V10 | G     | Grouillard | Rit | Rit | Rit | Rit | 8  | Rit | 12 | 11  | 11  | Rit | Rit | Rit | Rit | Rit | Rit | Rit |  | 8     | 6º   |
| 1992 | 020B    | Ilmor 2175A 3.5 V10 | G     | De Cesaris | Rit | 5   | Rit | Rit | 14 | Rit | 5  | Rit | Rit | Rit | 8   | 8   | 6   | 9   | 4   | Rit |  | 8     | 6º   |

| Anno | Vettura  | Motore               | Gomme | Piloti     |     |     |     |     |     |     |     |     |    |     |    |     |    |     |     |     |  | Punti | Pos. |
| ---- | -------- | -------------------- | ----- | ---------- | --- | --- | --- | --- | --- | --- | --- | --- | -- | --- | -- | --- | -- | --- | --- | --- |  | ----- | ---- |
| 1993 | 020C 021 | Yamaha OX10A 3.5 V10 | G     | Katayama   | Rit | Rit | Rit | Rit | Rit | Rit | 17  | Rit | 13 | Rit | 10 | 15  | 14 | Rit | Rit | Rit |  | 0     | 13°  |
| 1993 | 020C 021 | Yamaha OX10A 3.5 V10 | G     | De Cesaris | Rit | Rit | Rit | Rit | SQ  | 10  | Rit | 15  | NC | Rit | 11 | Rit | 13 | 12  | Rit | 13  |  | 0     | 13°  |

| Anno | Vettura | Motore               | Gomme | Piloti   |     |     |   |     |     |     |     |     |     |     |     |     |     |    |     |     |  | Punti | Pos. |
| ---- | ------- | -------------------- | ----- | -------- | --- | --- | - | --- | --- | --- | --- | --- | --- | --- | --- | --- | --- | -- | --- | --- |  | ----- | ---- |
| 1994 | 022     | Yamaha OX10B 3.5 V10 | G     | Katayama | 5   | Rit | 5 | Rit | Rit | Rit | Rit | 6   | Rit | Rit | Rit | Rit | Rit | 7  | Rit | Rit |  | 13    | 7º   |
| 1994 | 022     | Yamaha OX10B 3.5 V10 | G     | Blundell | Rit | Rit | 9 | Rit | 3   | 10  | 10  | Rit | Rit | 5   | 5   | Rit | Rit | 13 | Rit | Rit |  | 13    | 7º   |

| Anno | Vettura | Motore               | Gomme | Piloti   |     |     |     |     |     |     |     |     |     |     |     |    |     |    |    |     |     | Punti | Pos. |
| ---- | ------- | -------------------- | ----- | -------- | --- | --- | --- | --- | --- | --- | --- | --- | --- | --- | --- | -- | --- | -- | -- | --- | --- | ----- | ---- |
| 1995 | 023     | Yamaha OX10C 3.0 V10 | G     | Katayama | Rit | 8   | Rit | Rit | Rit | Rit | Rit | Rit | 7   | Rit | Rit | 10 | Rit |    | 14 | Rit | Rit | 5     | 9º   |
| 1995 | 023     | Yamaha OX10C 3.0 V10 | G     | Salo     | 7   | Rit | Rit | 10  | Rit | 7   | 15  | 8   | Rit | Rit | 8   | 5  | 13  | 10 | 12 | 6   | 5   | 5     | 9º   |
| 1995 | 023     | Yamaha OX10C 3.0 V10 | G     | Tarquini |     |     |     |     |     |     |     |     |     |     |     |    |     | 14 |    |     |     | 5     | 9º   |

| Anno | Vettura | Motore               | Gomme | Piloti   |    |   |     |    |     |     |     |     |     |     |     |     |   |     |    |     |  | Punti | Pos. |
| ---- | ------- | -------------------- | ----- | -------- | -- | - | --- | -- | --- | --- | --- | --- | --- | --- | --- | --- | - | --- | -- | --- |  | ----- | ---- |
| 1996 | 024     | Yamaha OX11A 3.0 V10 | G     | Salo     | 6  | 5 | Rit | SQ | Rit | 5   | SQ  | Rit | 10  | 7   | 9   | Rit | 7 | Rit | 11 | Rit |  | 5     | 8º   |
| 1996 | 024     | Yamaha OX11A 3.0 V10 | G     | Katayama | 11 | 9 | Rit | SQ | Rit | Rit | Rit | Rit | Rit | Rit | Rit | 7   | 8 | 10  | 12 | Rit |  | 5     | 8º   |

| Anno | Vettura | Motore                          | Gomme | Piloti     |     |    |     |    |   |     |     |     |     |     |     |     |     |     |     |     |    | Punti | Pos. |
| ---- | ------- | ------------------------------- | ----- | ---------- | --- | -- | --- | -- | - | --- | --- | --- | --- | --- | --- | --- | --- | --- | --- | --- | -- | ----- | ---- |
| 1997 | 025     | Ford ED4 3.0 V8 Ford ED5 3.0 V8 | G     | Verstappen | Rit | 15 | Rit | 10 | 8 | 11  | Rit | Rit | Rit | 10  | Rit | Rit | Rit | 12  | Rit | 13  | 16 | 2     | 10º  |
| 1997 | 025     | Ford ED4 3.0 V8 Ford ED5 3.0 V8 | G     | Salo       | Rit | 13 | 8   | 9  | 5 | Rit | Rit | Rit | Rit | Rit | 13  | 11  | Rit | Rit | 10  | Rit | 12 | 2     | 10º  |

| Anno | Vettura | Motore          | Gomme | Piloti |     |     |    |     |    |    |     |     |     |     |    |    |     |    |     |     |  | Punti | Pos. |
| ---- | ------- | --------------- | ----- | ------ | --- | --- | -- | --- | -- | -- | --- | --- | --- | --- | -- | -- | --- | -- | --- | --- |  | ----- | ---- |
| 1998 | 026     | Ford JD Zetec-R | G     | Rosset | Rit | Rit | 14 | Rit | NQ | NQ | 8   | Rit | Rit | 12  | NQ | NQ | NP  | 12 | Rit | NQ  |  | 0     | 11º  |
| 1998 | 026     | Ford JD Zetec-R | G     | Takagi | Rit | Rit | 12 | Rit | 13 | 11 | Rit | Rit | 9   | Rit | 13 | 14 | Rit | 9  | 16  | Rit |  | 0     | 11º  |

| Legenda | 1º posto     | 2º posto | 3º posto    | A punti         | Senza punti/Non class.  | Grassetto – Pole position Corsivo – Giro più veloce |
| Legenda | Squalificato | Ritirato | Non partito | Non qualificato | Solo prove/Terzo pilota | Grassetto – Pole position Corsivo – Giro più veloce |

(‡) La Tyrrell è stata squalificata dal campionato mondiale di Formula 1 1984 a causa di un'infrazione tecnica.